# Miriam Cominelli
Miriam Cominelli (Brescia, 2 aprile 1981) è una politica italiana.

## Biografia
Frequentò il liceo classico Arnaldo di Brescia diplomandosi nel 2000. Successivamente si iscrisse all'Università degli Studi di Brescia, dove si laureò in ingegneria edile nel gennaio 2012. Durante gli studi, trascorse diversi mesi a Parigi, grazie al progetto Erasmus. In quella città, presso l'"École nationale supérieure d'architecture de Saint-Étienne", preparò la tesi di laurea ed entrò in contatto con le istituzioni comunitarie e il Parlamento Europeo. Durante gli studi universitari si impegnò come rappresentante. Fu grazie a questa esperienza che si avvicinò agli ambienti bresciani del Partito Democratico (PD), entrando a far parte del movimento dei Giovani Democratici.
Nel 2009, divenne membro della segreteria provinciale bresciana del PD, con delega alle politiche giovanili, e fu eletta portavoce del circolo di Nuvolera. In questo ruolo si batté per il mantenimento la difesa e la salvaguardia nel territorio comunale del Parco delle colline.

### Deputata nazionale
Nel dicembre 2012 si candidò alle primarie del PD per la scelta dei candidati parlamentari in vista delle elezioni politiche dell'anno dopo. Sostenuta dal movimento locale che sosteneva il segretario Pier Luigi Bersani, fu proposta in abbinamento col deputato Paolo Corsini e risultò la più votata del collegio bresciano in quanto raccolse 6 423 preferenze su 14 591 votanti. In quell'occasione fu anche la candidata più votata in tutta la Lombardia.
Dopo questo risultato, fu inserita nella lista per la Camera del Partito Democratico nella circoscrizione elettorale Lombardia 2, in una posizione utile, e fu eletta alla Camera dei deputati, entrando a far parte della XVII legislatura della Repubblica Italiana. Come deputata, si impegnò nelle tematiche ambientali e di gestione dei rifiuti.
Alle politiche del 2018, la segreteria nazionale escluse la sua ricandidatura alla Camera e decise di presentarsi alle elezioni regionali lombarde che si tennero in contemporanea. In quell'occasione ricevette 4 325 preferenze, ottenendo il secondo posto nella lista provinciale del Partito Democratico dietro Gian Antonio Girelli, consigliere regionale uscente. Tuttavia, a seguito della ripartizione dei seggi, nella provincia di Brescia il PD ottenne un solo consigliere: fu confermato Girelli, ma fu esclusa Cominelli.

### Assessore comunale
In occasione delle elezioni comunali del 2018 di Brescia, si candidò nella lista del Partito Democratico a sostegno di Emilio Del Bono e fu eletta in consiglio comunale con 709 preferenze. In virtù del risultato elettorale conseguito, Del Bono la nominò assessore all'ambiente.
Alle politiche del 2022, fu candidata alla Camera in seconda posizione nella lista presentata dal Partito Democratico nel collegio plurinominale Lombardia 3-02, dopo Gian Antonio Girelli, ma anche in questa occasione non fu eletta.

### Consigliere regionale
Nel novembre 2022, le conseguenti dimissioni di Girelli da consigliere regionale consentirono a Cominelli di subentrargli, in quanto prima dei non eletti alle regionali di quattro anni prima, e si dimise dalla carica di assessore comunale.
Alle regionali del 12-13 febbraio 2023, si ripresentò nella lista del Partito Democratico - Italia Democratica e Progressista del collegio provinciale bresciano e fu eletta consigliere con 10 042 preferenze, risultando la più votata tra le candidate in Lombardia.